# 육체의 길 (1927년 영화)
《육체의 길》(The Way of All Flesh)은 미국에서 제작된 빅터 플레밍 감독의 1927년 드라마 영화이다. 에밀 재닝스 등이 주연으로 출연하였고 아돌프 주커 등이 제작에 참여하였다.

## 출연

### 주연
- 에밀 재닝스

### 조연
- 벨 베넷
- 필리스 헤이버
- 프레드 콜러
- 필립 드 라시
- 벳시 앤 히슬
- 카멘시타 존슨

## 기타
- 자막: 줄리안 존슨